# كمال قلجدار أوغلي
كمال قلجدار أوغلي (بالتركية: Kemal Kılıçdaroğlu)‏ (تُلفظ بالتُركيَّة: «قلتشدار أوغلو» = «قليچدار أوغلو») (من مواليد 17 كانون الأول/ديسمبر 1948) هو اقتصادي وسياسي تركي يتبعُ الفلسفة الديمقراطية الاجتماعية، كما أنّه زعيم حزب الشعب الجمهوري وزعيم المعارضة في تركيا منذُ عام 2010. شغلَ كمال منصب عضو في البرلمان التركي عن الدائرة الانتخابية الثانية في إسطنبول من عام 2002 حتى عام 2015، ثم مثَّل الدائرة الانتخابية الثانية في إزمير في البرلمان اعتبارًا من 7 حزيران/يونيو 2015.
قبل دخوله عالَم السياسة، كان قلجدار أوغلي موظفًا مدنيًا حيثُ شغل منصب المدير العام لمؤسسة التأمين الاجتماعي من عام 1992 إلى عام 1996 ومرة أخرى من عام 1997 إلى عام 1999. انتُخبَ لعضوية البرلمان في الانتخابات التشريعيّة لعام 2002 وأصبحَ زعيم المجموعة البرلمانية الممثلة لحزبِ الشعب الجمهوري، كما رُشِّحَ في الانتخابات المحلية لعام 2009 عن حزب الشعب الجمهوري لمنصب رئيس بلديّة إسطنبول، لكنه خسر أمام مرشّح حزب العدالة والتنمية، ثمّ انتُخبَ نائبا لرئيس المنظمة السياسيّة الدولية المعروفة باسمِ الأممية الاشتراكية في آب/أغسطس 2012.
بعد استقالة دنيز بايكال من منصب زعيم الحزب في عام 2010، أعلنَ قلجدار أوغلي ترشحه وانتُخِب بالإجماع زعيمًا لحزب الشعب الجمهوري. كان يُنظر إليه على أنه من المرجح أن يُحدِّثَ حزب الشعب الجمهوري، ومع أنَّ الأخير شهد زيادةً في حصته من الأصوات في سنوات كمال، إلا أنه لم يتمكّن من إزاحة حزب العدالة والتنمية من الحكم. باعتبارهِ قائدًا للمعارضة، تمثلت استراتيجية كمال قلجدار أوغلي في بناء تحالفات سياسيّة كبيرة مع الأحزاب الأخرى، والتي تُوجت بتشكيلِ تحالف الأمة وانتصارات حزب الشعب الجمهوري اللاحقة في الانتخابات المحلية لعام 2019. زادت شهرة كمال حينما رشّحه حزب الشعب الجمهوري وتحالف الأمة للمنافسة على منصب الرئاسة في لانتخابات الرئاسة التركية لعام 2023.

## الحياة المُبكّرة
وُلد كمال قرەبولوط في 17 كانون الأول/ديسمبر 1948 في أحدِ قرى محافظة تونجلي في منطقة الأناضول الشرقية شرقي تركيا. يُدعى والده كامر الذي كان يعملُ كاتبًا في مصلحة الشهر العقاري فيما تُدعى والدته يموش، وكمال هو الرابع من بين سبعة أطفال.
غيَّرَ والد كمال اسم العائلة من قرەبولوط إلى قلجدار أوغلي في الستينيات لأن نسبهم الأصلي كانَ شائعًا جدًا في القرية وكان أغلبُ قاطني تلك الناحية يحملون نفس هذا الاسم. والد كمال هو واحدٌ ضمنَ آلاف العلويين الأناضوليين المنفيين بعد فشل تمرد ديرسم.
حاولَ كمال كسب بعضٍ من رزقه في مرحلة الشباب عبر بيع بعض البضائع، كما واصلَ كمال تعليمه الابتدائي والثانوي في أماكن مختلفة مثل إرجيش و‌تونجلي و‌معمورة العزيز، ثمَّ درس الاقتصاد في أكاديمية أنقرة للاقتصاد والعلوم التجارية، وانتقلَ لاحقًا للدراسة في جامعة غازي، وهي الجامعة التي تخرَّجَ منها عام 1971.

## المسيرة السياسية

### البداية
بعد الجامعة، التحقَ كمال بوزارة المالية والخزانة كمتخصّص في الحسابات وذلكَ في عام 1971، ورُقّي لاحقًا إلى محاسب حيث أُرسلَ إلى فرنسا لتلقي تدريب مهني إضافي، وبحلول عام 1983 عُيّن نائبًا لمدير عام دائرة الإيرادات بالوزارة ذاتها. عملَ في ذلك الوقت بشكل وثيق مع رئيس الوزراء تورغوت أوزال، وفي عام 1991 أصبحَ أوغلي المدير العام لمنظمة الضمان الاجتماعي للحرفيين. عُيّن في العام الموالي مديرًا عامًا لمؤسسة التأمين الاجتماعي التركيّة. حصلَ كمال قلجدار في عام 1994 على تشريفـ «الموظف المدني للعام» من قبل الدورية الأسبوعية التي تحملُ الاسم الاتجاه الاقتصادي (بالتركية: Ekonomik Trend)‏. تقاعدَ كمال من مؤسسة التأمين الاجتماعي في كانون الثاني/يناير 1999، واتجهَ نحو مجال التدريس حيثُ درَّسَ في جامعة حجة تبة وترأسَ اللجنة المتخصصة للاقتصاد غير الرسمي في إطار إعداد خطة تنمية محليّة، كما عمل عضوًا في المجلس التنفيذي لبنك تركيا للأعمال.

### عضويّة البرلمان
تقاعدَ كمال من الخدمة المدنية في عام 1999 وحاول دخول السياسة عبرَ حزب اليسار الديمقراطي بزعامة بولنت أجاويد.
زُعم أنّ كمال سيكون مرشح حزب اليسار الديمقراطي في الانتخابات العامة المقبلة لعام 1999 – والتي جاء فيها الحزب أولًا – لكنّ كمال لم يكن ضمنَ قائمة مرشحي الحزب. خلال رئاسته لجمعيةٍ تهدفُ إلى حماية مدفوعات ضرائب المواطنين، تلقَّى كمال قلجدار دعوةً من زعيم حزب الشعب الجمهوري دنيز بايكال للانضمامِ إلى حزبه وقَبل الدعوة.
بعد الانتخابات التشريعيّة لعام 2002، دخلَ كمال البرلمان كنائبٍ عن إسطنبول، وأُعيدَ انتخابه في انتخابات عام 2007 كما أصبحَ نائب رئيس المجموعة البرلمانية لحزبه. زادت شهرة كمال بفضلِ جهوده الملحوظة في محاولة كشفِ سوء التصرف بين السياسيين رفيعي المستوى في حزب العدالة والتنمية، وقد مكّنته هذه الجهود من صدر عناوين الصحف التركيّة في عدّة مناسبات. استقالَ نائبا رئيس حزب العدالة والتنمية الحاكم، شعبان ديشلي ودينجير مير محمد فرات، من منصبيهما في الحزب بعد مناظرات تلفزيونية معَ كليتشدار أوغلي، بل اتهمَ الأخيرُ علانيةً عمدة أنقرة المحسوب على حزب العدالة والتنمية، مليح غوكجك بالتواطؤ في فضيحة فسادٍ تتعلق بمؤسسة دنيز فينيري الخيريّة والتي تتخذُ من ألمانيا مقرًا لها.

### مرشح بلدية إسطنبول (2009)
رُشِّحَ قلجدار أوغلي عن حزب الشعب الجمهوري للمنافسة على رئاسة بلدية إسطنبول في الانتخابات المحلية لعام 2009 وذلك بتزكيةٍ من زعيم حزبه دنيز بايكال. صرَّحَ كمال أنه سيدير حملته الانتخابيّة على أساسِ ما سمَّاها «السياسة النظيفة»، وتعهد بفتح قضايا فساد ضد رئيس البلدية قدير طوباش الذي يتبعُ لحزبِ العدالة. أكّد كمال كذلك أنهُ سيعمل لصالح عمال إسطنبول، كما تحدَّى طوباش في مناظرة تلفزيونية مباشرة، ومع كل ذلك فقد خسر قلجدار أوغلي الانتخابات بعدما حصلَ على ما نسبته 37% من الأصوات مقابل 44.7% لمرشّح العدالة.

### قيادة حزب الشعب الجمهوري
استقالَ زعيم حزب الشعب الجمهوري دنيز بايكال في 10 أيار/مايو 2010 بعد تورّطه في فضيحة شريطِ فيديو مسرَّب، فأعلنَ كمال ترشحه للمنصب في السابع عشر من نفس الشهر وذلكَ قبل خمسة أيامٍ من مؤتمر الحزب القادم، وبحسب التقارير فقد انقسم الحزب حول مسألة القيادة، حيث أصرَّ مجلسه التنفيذي المركزي على استعادة بايكال المنصب فيما مالَ آخرون نحو التجديد وتعيين زعيمٍ جديد. بعد حصول قلجدار أوغلي على دعمِ 77 من رؤساء مقاطعات حزبه البالغ عددهم 81، قرَّر بايكال عدم الترشح لإعادة انتخابه.
تتطلَّبُ اللوائح الداخلية لحزب الشعب الجمهوري دعم ما نسبته 20% من إجمال مندوب الحزب المشاركين في المؤتمر لكي يُصبح المرشَّح مرشحًا رسميًا، وفي مؤتمر الحزب في أيار/مايو 2010 حصلَ ترشيح قلجدار أوغلي على توقيعاتٍ من 1246 من أصل 1250 مندوبًا، وهو ما يمثل رقمًا قياسيًا جديدًا لحزب الشعب الجمهوري. كما كانَ متوقعًا فقد انتُخبَ قلجدار أوغلي بالإجماع رئيسًا للحزب بأغلبية 1189 صوتًا، دون احتساب ثمانية أصوات تبيَّن أنها غير صالحة.

## زعامة المعارضة
تولى كمال منصب زعيم المعارضة في 22 أيار/مايو 2010 بحكم قيادته ثاني أكبر حزب سياسي في الجمعية الوطنية الكبرى (البرلمان التركي). توقَّع العديد من المحللين والمتابعين للشأن السياسي أن يبثَّ قلجدار أوغلي حياة جديدة في حزب الشعب الجمهوري، وذلكَ بعد الهزائم الانتخابية المتتالية تحت قيادة بايكال.

### الاستفتاء الدستوري 2010
كانت الحملة الأولى لقلجدار أوغلي كزعيمٍ لحزب الشعب الجمهوري هي الاستفتاء الدستوري الذي عُقدَ في 12 أيلول/سبتمبر 2010، وعلى الرغم من أن عملية التصويت الأولية في البرلمان – والتي من شأنها تحديد المقترحات التي سيُصوَّت عليها في الاستفتاء – قد بدأت تحت قيادة بايكال، إلّا أنَّ قلجدار استخدمَ تكتيكًا لمقاطعة العملية البرلمانية. بما أنَّ حزب العدالة والتنمية الحاكم الذي قدَّم المقترحات يملكُ 336 مقعدًا في البرلمان ومع الأخدِ في الاعتبار أنَّ اقتراح الإصلاح الدستوري يتطلّب موافقة 330 صوتًا من أجلِ المرور إلى الاستفتاء، فإن الموافقة البرلمانية على تمريرِ الإصلاحات الدستورية للتصويتِ كانت ممكنة حسابيًا بغض النظر عن كيفية تصويت نواب حزب الشعب الجمهوري.
لم يقم قلجدار بحملته من أجل التصويت بـ «لا» فحسب ضد المقترحات، بل رفعَ دعوى بخصوص عملية التصويت البرلمانية إلى المحكمة بشأنِ المخالفات التقنية المزعومة، حيث طالبَ حزبه من المحكمة التحقيق في الانتهاكات المزعومة في التغييرات المقترحة، لكنّ المحكمة الدستورية حكَمت في النهاية ضد ما جاء به حزب الشعب الجمهوري، ورغمَ ذلك فقد جادل قلجدار أوغلي، إلى جانب أعضاء من أحزاب المعارضة الصغيرة، بأن التغييرات المقترحة كانت محاولة لتسييس القضاء وزيادة سيطرة حزب العدالة والتنمية على مؤسسات الدولة المحايدة. وافقَ ما نسبته 57.9% من الناخبين على مقترحات الاستفتاء، مقابل 42.1% صوتوا ضدها.

### الانتخابات العامة 2011
كانت الانتخابات العامّة لعام 2011 هي أول انتخابات عامة شاركَ فيها كمال قلجدار أوغلي كزعيمٍ لحزب الشعب الجمهوري بعد استقالة الزعيم السابق دنيز بايكال من منصبه في أيار/مايو 2010 تاركًا الحزب بنسبة 26% من الأصوات وفقًا لاستطلاعات الرأي حينها. أعلن أوغلي أنه سيستقيل من منصبه إذا لم ينجح في هذه الانتخابات، لكنّه لم يُقدم تفاصيل بشأن معايير نجاحه.
تقدَّم أكثر من 3500 شخص بطلبات للترشح للانتخابات لتمثيلِ حزب المعارضة في انتخابات حزيران/يونيو، حيثُ دفع المرشحون 3000 ليرة تركية، ودفعت المرشحات 2000 ليرة بينما دفع دوي الاحتياجات الخاصّة 500 ليرة. كانَ من بين المرشحين زعيم حزب الشعب الجمهوري السابق دنيز بايكال فضلًا عن أعضاء مشتبه في انتمائهم لمنظمة أرجينيكون مثل مصطفى بالباي ومحمد هابرال والذين اعتُقلوا في وقتٍ لاحق.
أجرى الحزب انتخابات أولية في 29 محافظة، وفي قطيعةٍ مع ماضي الحزب سمحَ كمال أوغلي بوجودِ العشرات على قائمة حزب الشعب الجمهوري والتي تكوَّنت من 435 مرشحًا بينهم 78 من النواب الذين كانت لهم مقاعد في البرلمان قبل هذه الدورة الانتخابيّة رغم سعيه إلى إعادة تعريف المعارضة الرئيسية وإعادة هيكلتها. ضمَّت قائمة مرشحي حزب الشعب الجمهوري كذلك 11 سياسيًا كانوا في السابق جزءًا من أحزاب يمين الوسط، مثل حزب الوطن الأم وحزب الطريق القويم وحزب تركيا.
لقد انجذبَ ناخبو يمين الوسط إلى حزب العدالة والتنمية عندما انهارت أحزابهم بعد انتخابات عام 2002، لكنّ الشخصيات الحزبية الرئيسية التي استمرَّت والتي لم تنضمّ إلى قائمة حزب الشعب الجمهوري انتقدت الأخير بسببِ ما قالت إنه حيادٌ عن المبدأ، وردَّ الحزب حول هذه الانتقادات وانتقادات أخرى عبر بيانٍ حول نتائج الانتخابات قالَ فيه: «إنّ حزب الشعب الجمهوري هو الحزب الوحيد [ضمنَ قائمة أحزاب المعارَضة] الذي زاد عدد نوابه في هذه الانتخابات، وفي فترة قصيرة مدتها 6 أشهر حصلَ الحزب على 3.5 مليون ناخب جديد، وعليه فلن نُحبط أنفسنا [بهذه الانتقادات]».

### الانتخابات العامة 2015
كانت الانتخابات العامة في حزيران/يونيو 2015 هي الانتخابات العامة الثانية التي شارك فيها كمال قلجدار أوغلي وهو في زعيمٌ لحزب الشعب الجمهوري، وقد حصل الحزب في هذه الانتخابات على 11.5 مليون صوت (24.95 %) وانتهى به المطاف بالحصولِ على 132 عضوًا منتخبًا في البرلمان، بانخفاضٍ قدره 3 مقاعد منذ الانتخابات العامة 2011. يُعزى الانخفاض بنسبة 1.03% مقارنة بنتائج 2011 (25.98%) إلى تصويتِ بعضٍ من ناخبي حزب الشعب الجمهوري لحزب الشعوب الديمقراطي لضمان تجاوزهم لعتبة الانتخابات البالغة 10%، ورغمَ هذا التراجع الذي حلَّ بحزب الشعب الجمهوري، فقد أدَّى دخول حزب الشعوب الديمقراطي إلى البرلمان إلى خسارة حزب العدالة والتنمية للأغلبية البرلمانية.
أثبتت أسابيعٌ من المحادثات الائتلافية بين حزب العدالة والتنمية وحزب الشعب الجمهوري حولَ رئاسة الوزراء المحتملة لأوغلي أنها عقيمةٌ في نهاية المطاف، ما دفعَ قلجدار أوغلي بعد ذلك إلى محاولةِ تشكيل حكومة مع حزب الحركة القومية وحزب الشعوب الديمقراطي، وعرَض على رئيس حزب الحركة القومية دولت بهجلي منصبَ رئاسة الوزراء، لكن الاختلافات الأيديولوجية بين القوميين والأكراد كانت كبيرة جدًا، فأعلنَ بهجلي أنه يريد أن يكون ممثلًا لأحزابِ المعارضة الرئيسية على أي حال. تمَّت الدعوة لإجراء انتخابات مبكرة في تشرين الثاني/نوفمبر 2015، حيث استعاد حزب العدالة والتنمية أغلبيته.

### محاولة انقلاب 2016
دعمَ قلجدار أوغلي الحكومة بقيادة حزب العدالة والتنمية وأردوغان في وجهِ المحاولة الانقلابيّة عام 2016 كما أدانَ الانقلابيين. بعد شهرين فقط من هذا الدعم، هاجمَ حزب العمال الكردستاني موكبَ كمال في أرتفين في محاولةٍ فاشلةٍ لاغتياله.

### الاستفتاء الدستوري 2017
بعد الاستفتاء الدستوري التركي لعام 2017، والذي وسَّعَ بشكلٍ كبيرٍ سلطات الرئيس أردوغان، رفع قلجدار أوغلي وحزب الشعب الجمهوري استئنافًا للمحكمة ضد قرار المجلس الأعلى للانتخابات التركي بقبول الاقتراع غير المختوم، كما لمَّح بتقديمِ استئنافٍ ضدّ قرار المجلس الأعلى للانتخابات أمامَ المحكمة الأوروبية لحقوق الإنسان، لكن أعضاء من حكومة حزب العدالة والتنمية قالوا إنه لا المحكمة الأوروبية لحقوق الإنسان ولا المحكمة الدستورية التركية لديهما أيُّ ولاية قضائية على قرار المجلس الأعلى للانتخابات، وفي تعليقٍ له حولَ كلّ ما حصل صرَّح كمال قائلًا: «بحسبِ المحكمة الدستورية فإنّ الانتخابات تُلغَى إذا لم يكن هناك ختمٌ على أوراق الاقتراع أو المظاريف [...] لا يمكن للمجلس الأعلى للانتخابات التعبير عن رأي فوق إرادة البرلمان [...] إذا رفضت المحكمة الدستورية طلبنا، فسوف نعتبر التغييرات غير شرعية. هناك أيضًا المحكمة الأوروبية لحقوق الإنسان، فإذا لزم الأمر، سوفَ نأخذ القضية هناك». بحلول عام 2017 وقُبيل تنظيم الاستفتاء، ظهر كمال قلجدار وهو يُشكّل بأصابع يده ما يُعرَف في تركيا بـ «تحيّة الذئب» وهي التحيّة التي يستخدمها في الغالب القوميون الأتراك. رأى محللون أنّ هذه الحركة هي خطوة من كمال نحوَ التنافس ضدّ حزب الحركة القومية و‌حزب العدالة والتنمية من خلال محاولة استقطابِ الناخبين اليمينيين.

### مسيرة العدالة

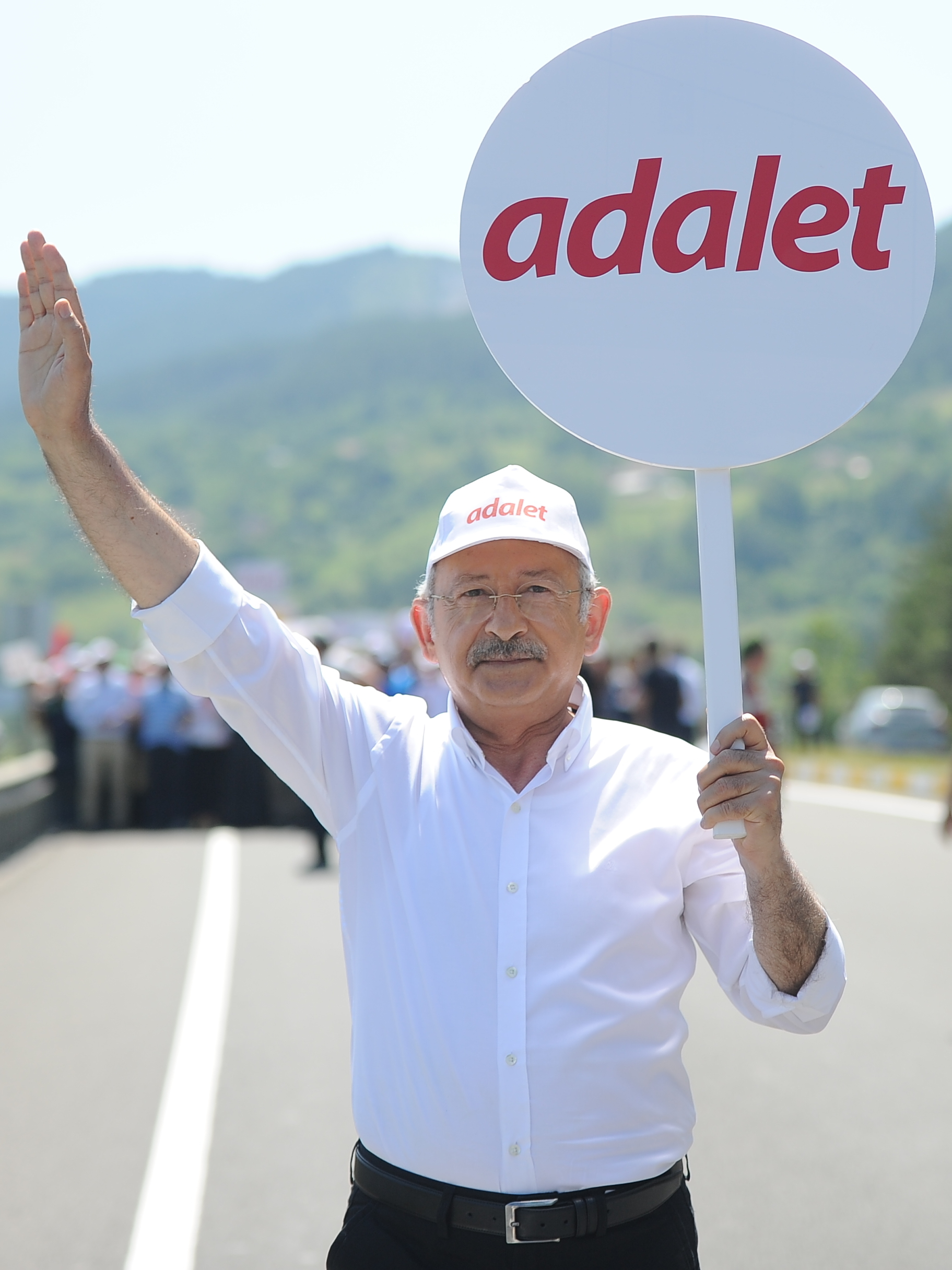
كمال قلجدار أوغلي خلال مسيرة العدالة

حُكم في حزيران/يونيو 2017 على أنيس بربر أوغلو، عضو البرلمان التركي من حزب الشعب الجمهوري بالسجنِ 25 عامًا بتهمة تسريب أسرار الدولة إلى إحدى الصحف، وردَّ زعيم حزب الشعب الجمهوري كمال قلجدار أوغلي بتنظيمِ مسيرةٍ سلميةٍ بطولِ 420 كيلومترًا من أنقرة إلى إسطنبول، أطلق عليها اسم «مسيرة العدالة» احتجاجًا على ما رآه افتقارًا للعدالة والديمقراطية في تركيا. استمرت المسيرة لمدة 25 يومًا، وجذبت مجموعة متنوعة من المشاركين، وانتهت بمسيرة كبيرة في منطقة مال تبة. واجهَ المشاركون على طولٍ الطريق تحديات مختلفة، مثل الهجمات بالحجارة ورمي الروث عليهم وأمور أخرى من هذا القبيل.
تعرضت المسيرة لانتقاداتٍ من الرئيس رجب طيب أردوغان و‌حزب العدالة والتنمية و‌حزب الحركة القومية، فيما حظيت بدعمٍ من حزب الشعوب الديمقراطي الموالي للأكراد. نُشر كتابان عن الحدث بعد المسيرة، وعقد حزب الشعب الجمهوري مؤتمرًا سمَّاهُ «مؤتمر العدالة» في جنق قلعة في آب/أغسطس 2017. وصفت بعضٌ من وسائل الإعلام كمال خلال الشهر الذي أُقيمت فيه المسيرة بـ «غاندي كمال» مشبهةً إيّاه بالمهاتما غاندي.

### انتخابات 2018
أسَّسَ قلجدار أوغلي كزعيمٍ لحزب الشعب الجمهوري رفقة زعيم الحزب الجيد بارتي ميرال أكشنر تحالفًا باسمِ تحالف الأمة (بالتركية: Millet İtifakı)‏ وذلكَ خلال انتخابات عام 2018 لمنافسة تحالف الشعب المكوَّن من حزب العدالة والتنمية وحزب الحركة القومية، ثمّ سُرعان ما انضمَّ حزب السعادة و‌الحزب الديمقراطي إلى تحالف الأمة.

### الانتخابات البلدية 2019
واصلَ كمال وميرال أكشينار تعاونهما في الانتخابات البلدية لعام 2019، ونجحَ الثنائي في خطفِ رئاسة بلدية إسطنبول وأنقرة من حزب العدالة والتنمية بعد ربع قرن من سيطرة الحزب الإسلامية الحاكِم عليها.

### الحملة الرئاسية 2023

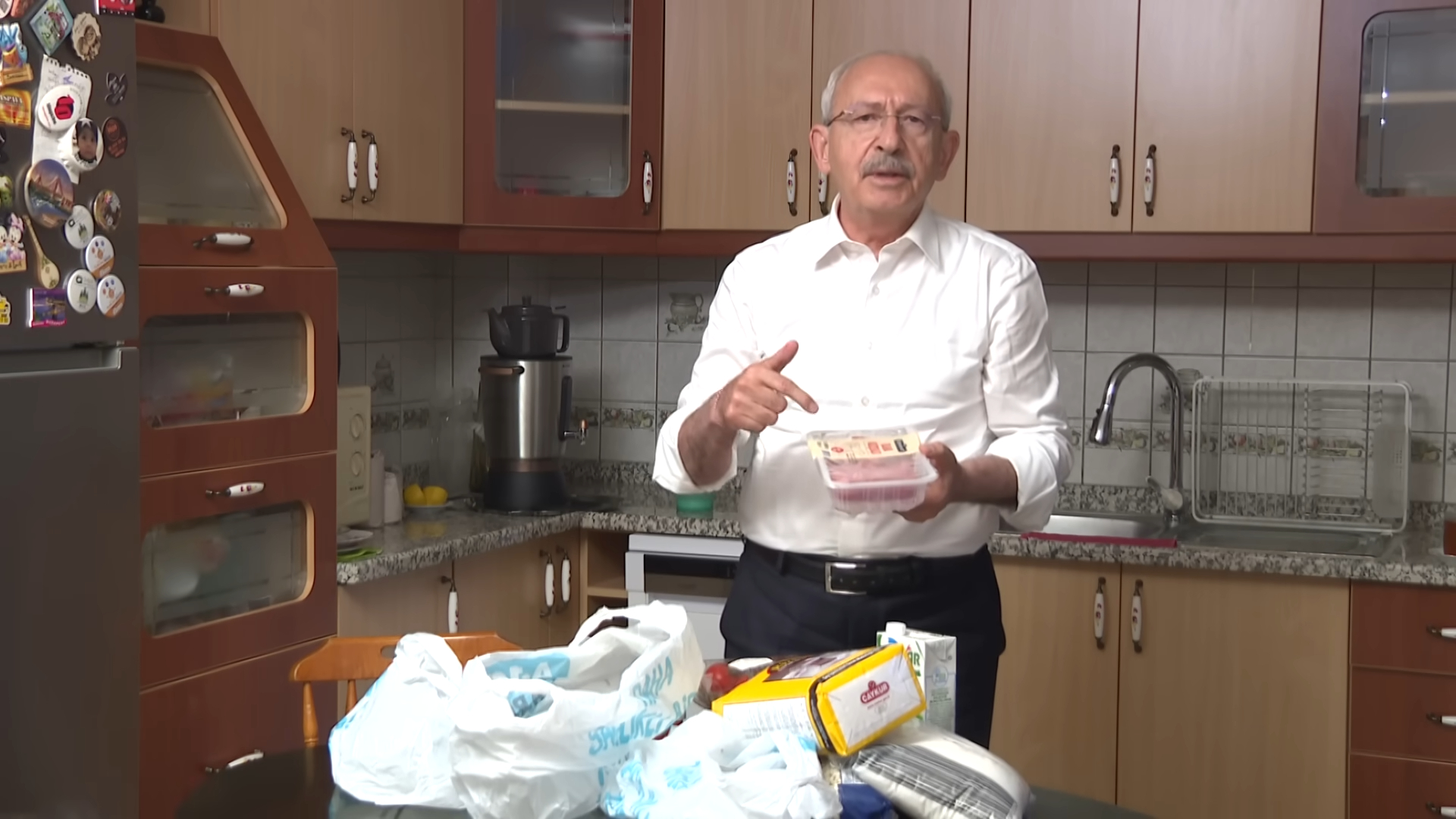
كمال قلجدار أوغلي في مطبخه يتحدث عن ارتفاع أسعار البقالة في أيار/مايو من عام 2023.

أعلنَ قلجدار أوغلي، الذي اتبع سياسة الخيام الكبيرة لفترة طويلة، على حسابه على وسائل التواصل الاجتماعي في 13 تشرين الثاني/نوفمبر 2021 أنَّ حزب الشعب الجمهوري ارتكبَ أخطاءً في الماضي وقرر الشروع في رحلة مصالحة مطلقًا ما سمَّاها «دعوة للمصالحة».
بناءً على دعوة قلجدار أوغلي في 12 شباط/فبراير 2022، اجتمعَ 6 من قادة أحزاب المعارضة (رئيس الحزب الجيد ميرال أكشينار، رئيس حزب المستقبل أحمد داود أوغلو، رئيس حزب الديمقراطية والتقدم علي باباجان، رئيس حزب السعادة تمل كاراملا أوغلو) في منطقةٍ في أنقرة لمناقشة نصٍّ إجماعي بشأن تعزيز النظام البرلماني والإعلان رسميا عن تحالف انتخابي أُطلقَ عليه اسم «طاولة الستة».
عندما أُثيرت مسألة المرشح المشترك من قبل طاولة الستة، أشار قلجدار أوغلو إلى الطاولة على برنامج فوكس تي في الصباحي كالار سات في 5 أيلول/سبتمبر 2022 حيثُ قال: «إذا كان هناك إجماعٌ علي، فأنا مستعدٌ لخوضِ الانتخابات الرئاسية». كانت هذه هي المرة الأولى التي يُعبّر فيها قلجدار أوغلي علانية عن رغبته في الترشح للانتخابات الرئاسية. أعلن أكرم إمام أوغلو، عمدة إسطنبول و‌منصور يافاش عمدة أنقرة دعمهما لترشيح قلجدار أوغلي، وهو ما كان حيثُ أعلنَ الأخير في 6 آذار/مارس 2023 ترشحه رسميًا لانتخابات الرئاسة التركية، ودعوَ ترشيحه حزب الاشتراكيين الأوروبيين.

## المواقف السياسية

### السياسة المحلية
حرية التعبير
حُوكمَ كمال في كانون الثاني/يناير 2016 بتهمة المادة 299 من قانون العقوبات التركي حيث وُجِّهَت لهُ تمهمة «إهانة الرئيس أردوغان» بعدما أدلى بتصريحاتٍ أشارَ فيها إلى أنَّ الرئيس ديكتاتور وذلك خلالَ حديثه عن اعتقالِ أكثر من 20 أكاديميًا من الذين وقَّعُوا على عريضةٍ تُدين قيام الجيش التركي بحملة عسكرية في الجنوب الشرقي الذي يُهيمن عليه الأكراد.
انتقد قلجدار أوغلي المحكمة الأوروبية لحقوق الإنسان لرفضها التماسًا من مدرس تركي تقدَّم بطلبٍ إلى المحكمة الأوروبية لحقوق الإنسان يزعم أنه فُصلَ خطأً من منصبه خلال ما عُرفَ بعمليات التطهير التركية، فيما قالت المحكمة الأوروبية لحقوق الإنسان إنه يجبُ على المدعين التقدم بطلبٍ إلى لجنة تحقيق في تركيا قبل التقدم إلى المحكمة.، فردَّ قلجدار أوغلي بالقول: «ألا تعلمُ [المحكمة الأوروبية] ما يجري في تركيا؟ عن أي لجنة تحقيقٍ تتحدث؟ الناس يموتون في السجون. لقد انتظرنا خمسة أشهر فقط لتعيين الأعضاء».
الشؤون الدفاعية
قال قلجدار أوغلي إنه سيواصل دعم صناعة الطائرات بدون طيار التركية.
القومية
يُوصَف قلجدار أوغلي بأنه ديمقراطي اشتراكي، لكنّه وردًا على تصريحاتٍ لدولت بهجلي، عرّف كمال نفسه في الـ 31 من أيار/مايو 2022 بأنه قومي قائلًا: «أنا لستُ مثل بهجلي، أنا قومي حقيقي، ومثالي حقيقي»، وفي 6 أيار/مايو 2023، قال كيليتشدار أوغلي أثناء تجمعه في أرزنجان:

### السياسة الخارجية
حلف الناتو
يؤيّد قلجدار أوغلي تعزيز دور تركيا في حلف شمال الأطلسي (الناتو)، ففي مقابلةٍ له معَ صحيفة وول ستريت جورنال، صرَّح قلجدار أوغلي مؤكّدًا أنَّ «تركيا عضوٌ في الحلف الغربي وحلف شمال الأطلسي، وبوتين يعرفُ ذلك جيدًا أيضًا. يجبُ أن تمتثل تركيا لقرارات الناتو».
العلاقات الدولية
- الاتحاد الأوروبي

أعلنَ قلجدار أوغلي أنه سيتبع سياسة أكثر توجهًا نحو الغرب إذا وصلَ إلى السلطة في الانتخابات الرئاسية والبرلمانية. كما نقل رسائل إيجابية إلى الاتحاد الأوروبي. خلال برنامجٍ في جامعة جونز هوبكنز في واشنطن، قالَ قلجدار أوغلي: «العضوية الكاملة في الاتحاد الأوروبي هي هدفٌ مشتركٌ لجميع قادة المعارضة الستة. سنقوم بتنفيذِ إصلاحاتنا الديمقراطية دون انتظارِ أن يفتحَ الاتحاد الأوروبي فصول المفاوضات. سنأتي بكل القواعد الديمقراطية إلى بلدنا».
- الشرق الأوسط

تعهد قلجدار أوغلي بتأسيسِ ما سمَّاها منظمة السلام والتعاون في الشرق الأوسط مع إيران و‌العراق و‌سوريا بالإضافةِ لتركيا كدولٍ أعضاء فيها.
- أذربيجان

دعمَ قلجدار أوغلي دَعْمَ تركيا لأذربيجان وقال إن موقف البلاد يتماشى مع القوانين الدولية موضّحًا:
- سوريا

انتقدَ قلجدار أوغلي تدخل الحكومة التركية في الشؤون الداخلية لسوريا، كما أيَّدَ صراحةً ترحيل اللاجئين السوريين من تركيا، مشيرًا إلى الضغوط الاقتصادية على المواطنين والرغبة المزعومة للبشر في العيش في منطقة ولادتهم.
- اليونان

أشارَ قلجدار أوغلي إلى أردوغان وميتسوتاكيس على أنهما «شعبويان يلعبانِ ورقة الحرب مع انخفاضِ أصواتهما [الانتخابيّة]» وسطَ التوتر المتزايد بين البلدين حول جزر بحر إيجة. على الرغم من أنه أعلن عن هدفه لتحسين العلاقات مع اليونان، إلا أن قلجدار أوغلي عارض بشدة عسكرة الجزر اليونانية.
- روسيا وأوكرانيا

أيَّدَ قلجدار أوغلي تعامل أردوغان «المتوازن» مع الحرب الروسية الأوكرانية، و‌اتفاق الحبوب الروسي الأوكراني. ووعدَ بمواصلة بناء محطة أكويو للطاقة النووية، والتي يتمُّ بناؤها من قِبل مقاولين روس.

## الحياة الشخصية
كمال قلجدار متزوجٌ منذُ 1974 من السيّدة سيلفي غوندوز التي تقربه والتي كانت تعملُ في مجال الصحافة ولدى الثنائي ابنٌ واحدٌ هو كريم وابنتان هما أسلي وزينب، وحفيدة من زواج أسلي. تُعرف عائلة قلجدار باسم سيبيليجيلر وتنتمي إلى قبيلةٍ تُعرف باسمِ قبيلة قريشان (بالتركية: Kureyşan)‏، وهي واحدةٌ من أبرز قبائل الزازا. يتحدثُ كمال قليلًا اللّغة الزازاكية لكنّه يفهمها بشكل أفضل وخاصة اللغة الزازاكية التي يتحدثُ بها أهل منطقة بينجول، كما يتحدثُ اللّغة الفرنسية بشكلٍ متوسطٍ فضلًا عن لغته الأم التركيّة.
خلال خمسينيات القرن الماضي، غيّر والد كمال اسم عائلته من قرەبولوط (وقد تردُ في بعض المصادر باسمِ كارابولوت) إلى قلجدار أوغلي، لأن جميع العوائل في القرية التي كانوا يعيشون فيها يحملون نفس اسم العائلة. على جانبٍ آخر فقد أشارَ بعضُ الصحفيين إلى هويّة كمال العلوية، لكنه ورغمَ كل هذا لم يُفصح عن معتقداته الدينية لفترة طويلة، وفي تموز/يوليو 2011 قال: «لطالما رفضتُ ممارسة السياسة بناءً على الهويات العرقية والدين.  أنا علوي: منذ متى يُعتبر الوجود علوي في هذا البلد جريمة؟»

## النتائج الانتخابية

### الانتخابات الرئاسية
| التاريخ الانتخابي | عدد الأصوات                 | نسبة الأصوات | خريطة |
| ----------------- | --------------------------- | ------------ | ----- |
| 2023              | 25,504,552 (الجولة الثانية) | 47.82%       |       |

### الانتخابات البرلمانية
| تاريخ الانتخابات | عدد الأصوات | نسبة الأصوات | +/–          | الحزب السياسي      | خريطة |
| ---------------- | ----------- | ------------ | ------------ | ------------------ | ----- |
| 2011             | 11.155.972  | 25.98%       | أوّل انتخابات | حزب الشعب الجمهوري |       |
| يونيو 2015       | 11.518.139  | 24.95%       | ▼ 1.03       | حزب الشعب الجمهوري |       |
| نوفمبر 2015      | 12.111.812  | 25.32%       | ▲ 0.37       | حزب الشعب الجمهوري |       |
| 2018             | 11.354.190  | 22.65%       | ▼ 2.67       | حزب الشعب الجمهوري |       |
| 2023             | 13.791.299  | 25.33%       | ▲ 2.68       | حزب الشعب الجمهوري |       |

### الانتخابات المحلية
| تاريخ الانتخابات | عدد الأصوات | نسبة الأصوات | +/–          | الحزب السياسي      | خريطة |
| ---------------- | ----------- | ------------ | ------------ | ------------------ | ----- |
| 2014             | 10،938،262  | 26.34٪       | أول انتخابات | حزب الشعب الجمهوري |       |
| 2019             | 12،625،346  | 29.81%       | ▲ 3.47       | حزب الشعب الجمهوري |       |

### انتخابات إسطنبول
| تاريخ الانتخابات | عدد الأصوات | نسبة الأصوات | +/–          | الحزب السياسي      | خريطة |
| ---------------- | ----------- | ------------ | ------------ | ------------------ | ----- |
| 2009             | 2.568.710   | 36.98%       | أول انتخابات | حزب الشعب الجمهوري |       |

## روابط خارجية
- كمال قلجدار أوغلي على موقع مونزينجر (الألمانية)